# Mosquió (metge)
Mosquió (en llatí Moschion, en grec antic Μοσχίων) era un metge grec que mencionen Sorà, Andròmac i Asclepíades Farmació, i del que Galè en recull notícies.
Va viure al segle I aC o en tot cas una mica abans, però no després. Podria ser el mateix personatge que Sorà anomena Mosquió Corrector (Διορθωτής), perquè encara que era seguidor d'Asclepíades de Bitínia, va contradir les seves opinions en alguns punts.
Sorà, Plutarc, Alexandre de Tral·les, Aeci, Plini el Vell i Tertul·lià parlen també d'un metge amb el mateix nom, però segurament era un personatge diferent.